# Burt Lancaster
Burton Stephen Lancaster (Nova Iorque, 2 de novembro de 1913 — Los Angeles, 20 de outubro de 1994) foi um ator e produtor de cinema estadunidense.

## Biografia
Viveu a sua infância no Spanish Harlem, um bairro pobre da cidade de Nova York e os seus pais eram descendentes de protestantes irlandeses.
Na juventude foi um craque no basquete, tinha um físico musculoso e 1,88 m de altura. Começou no picadeiro como acrobata e durante dez anos se apresentou em feiras, circos e em shows de variedades com o Ringling Brothers Circus.
Começou no cinema em 1946, trabalhando com o diretor Robert Siodmak, com quem faria ao todo três filmes. Atuando em filmes de acção, thrillers e westerns, movendo-se gradualmente para papéis mais exigentes e sérios e para o cinema europeu, à medida que ia ganhando prestígio. Participou em dezenas de filmes dos anos 1940 aos anos 1980 e seu talento foi reconhecido quando ganhou o Oscar de melhor ator em 1960 pela interpretação de um caixeiro-viajante e ex-estudante de Teologia no filme Entre Deus e o Pecado. Nesse mesmo ano, trabalhou com John Huston em O Passado não Perdoa.
Foi nos anos 1950 que alcançaria a maior popularidade, tendo sua primeira indicação ao Oscar de melhor ator, de 1953, pela atuação no filme "A Um Passo da Eternidade". Receberia mais três indicações: em 1960 pelo já citado Entre Deus e o Pecado; em 1962 por O Homem de Alcatraz e em 1980 por Atlantic City. Além das interpretações dramáticas, Lancaster brilhou em filmes nos quais podia exibir sua excelente forma atlética, como no drama Trapézio (1956).
Além da reputação de um ator sempre eficiente, Lancaster foi também um empresário ambicioso e bem sucedido e realizou várias produções independentes com sucesso. O filme Marty, vencedor do Oscar de 1955, foi produzido pela companhia de Harold Hecht e Burt Lancaster; foi produzido com um pequeno orçamento, pois precisavam de um filme que "perdesse dinheiro", devido aos impostos. Mediante, porém, o sucesso de crítica, investiram mais na promoção e na publicidade, e o filme foi um sucesso no Oscar e em Cannes.
Em 1962 ganhou o prêmio de melhor ator no Festival de Veneza pela sua atuação em O Homem de Alcatraz.
Além de ator e produtor, Burt Lancaster era também um empenhado ativista liberal, falando várias vezes em nome das minorias. Em 1963 participou de uma marcha organizada por Martin Luther King e foi sempre um defensor das causas indígenas.
Também dirigiu dois filmes: The Kentuckian em 1955 e The Midnight Man em 1974.
Protagonizou uma das cenas mais lembradas do cinema até hoje: o ardente beijo no mar com a atriz Deborah Kerr em A Um Passo da Eternidade, um dos seus maiores sucessos no cinema.
Trabalhou com alguns dos maiores cineastas de seu tempo, como Bernardo Bertolucci, Luchino Visconti, Louis Malle, John Frankenheimer, Stanley Kramer e John Huston. Construiu assim uma carreira sólida e é reconhecido como um dos maiores atores de sua geração.
Depois de uma operação de urgência no coração, teve uma trombose cerebral em 1990, que o deixou numa cadeira de rodas. Morreu em Los Angeles em 1994, de ataque cardíaco. Encontra-se sepultado no Westwood Village Memorial Park Cemetery, Los Angeles, Condado de Los Angeles, Califórnia nos Estados Unidos. Possui uma estrela na Calçada da Fama.

## Filmografia

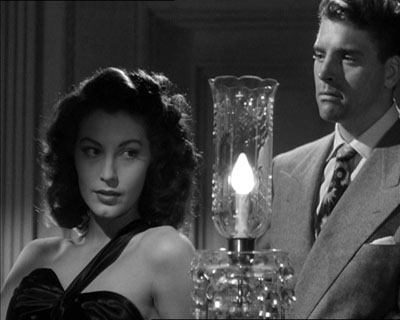
Ava Gardner e Burt Lancaster em The Killers (1946), o primeiro filme do ator

- 1946 - The Killers ("Assassinos")
- 1947 - Brute Force ("Brutalidade")
- 1947 - Desert Fury ("A Filha da Pecadora")
- 1947 - Variety Girl ("Miragem Dourada")
- 1948 - I Walk Alone ("Estranha Fascinação")
- 1948 - All My Sons ("Resgate de Uma Consciência")
- 1948 - Sorry, Wrong Number ("A Vida Por um Fio")
- 1948 - Kiss the Blood Off My Hands("Amei um Assassino")
- 1949 - Criss Cross ("Baixeza")
- 1949 - Rope of Sand ("Zona Proibida")
- 1950 - The Flame and the Arrow ("O Gavião e a Flecha")
- 1950 - Mister 880 ("Senhor 880")
- 1951 - Vengeance Valley ("Vale da Vingança")
- 1951 - Jim Thorpe — All-American ("O Homem de Bronze")
- 1951 - Ten Tall Men ("Homens do Deserto")
- 1952 - The Crimson Pirate ("O Pirata Sangrento")
- 1952 - Come Back, Little Sheba ("A Cruz de Minha Vida")
- 1953 - South Sea Woman ("Pecadora dos Mares do Sul")

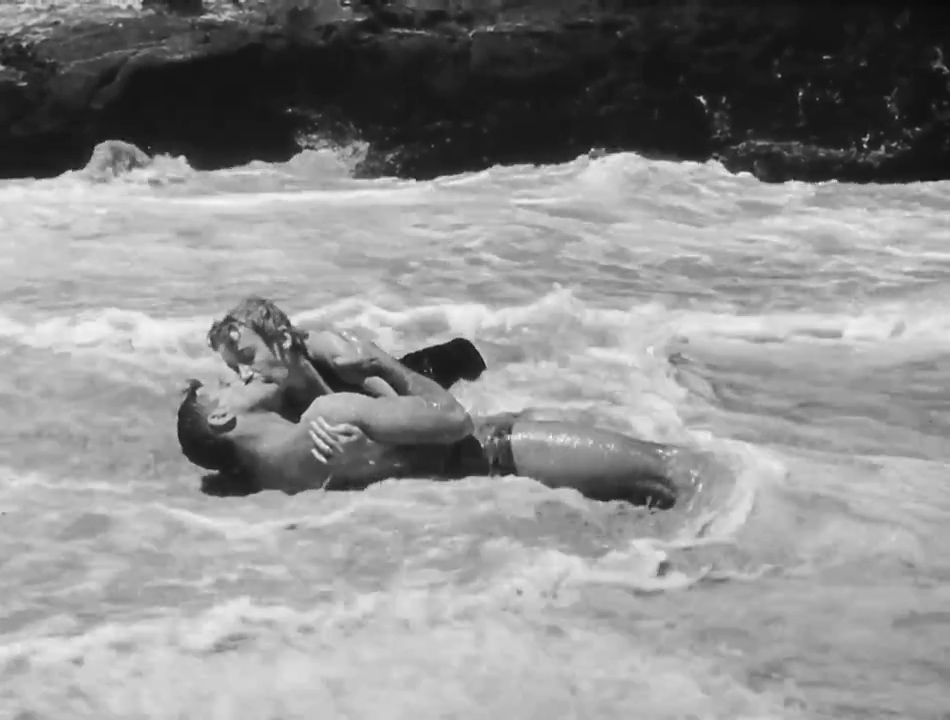
Burt Lancaster e Deborah Kerr
Cena de "A Um Passo da Eternidade".

- 1953 - From Here to Eternity ("A Um Passo da Eternidade")
- 1953 - Three Sailors and a Girl ("Uma Garota de Sorte")
- 1954 - His Majesty O'Keefe ("Sua Majestade, o Aventureiro")
- 1954 - Apache ("O Último Bravo")
- 1954 - Vera Cruz ("Vera Cruz")
- 1955 - The Kentuckian ("Homem Até o Fim")
- 1955 - The Rose Tattoo ("A Rosa Tatuada")
- 1956 - Trapeze ("Trapézio")
- 1956 - The Rainmaker ("Lágrimas do Céu")
- 1957 - Gunfight at the O.K. Corral ("Sem Lei e Sem Alma")
- 1957 - Sweet Smell of Success ("A Embriaguez do Sucesso")
- 1958 - Run Silent, Run Deep ("O Mar é Nosso Túmulo")
- 1958 - Separate Tables ("Vidas Separadas")
- 1959 - The Devil's Disciple ("O Discípulo do Diabo")
- 1960 - The Unforgiven ("O Passado Não Perdoa")
- 1960 - Elmer Gantry ("Entre Deus e o Pecado")
- 1961 - The Young Savages ("Juventude Selvagem")
- 1961 - Judgment at Nuremberg ("Julgamento em Nuremberg")
- 1962 - Birdman of Alcatraz ("O Homem de Alcatraz")
- 1963 - A Child Is Waiting ("Minha Esperança é Você")
- 1963 - The List of Adrian Messenger ("A Lista de Adrian Messenger")-(participação)
- 1963 - Il Gattopardo ("O Leopardo")
- 1964 - Seven Days in May ("Sete Dias de Maio")
- 1964 - The Train ("O Trem")
- 1965 - The Hallelujah Trail ("Nas trilhas da Aventura")
- 1966 - The Professionals ("Os Profissionais")
- 1968 - The Scalphunters ("Revanche Selvagem")
- 1968 - The Swimmer ("O Enigma de Uma Vida")
- 1969 - Castle Keep ("A Defesa do Castelo")
- 1969 - The Gypsy Moths ("Os Paraquedistas Estão Chegando")
- 1970 - Airport ("O Aeroporto")
- 1970 - King: A Filmed Record… Montgomery to Memphis - (documentário)
- 1971 - Ali, the Fighter
- 1971 - Lawman ("Mato em Nome da Lei")
- 1971 - Valdez Is Coming ("Quando os Bravos se Encontram")
- 1972 - Ulzana's Raid ("A Vingança de Ulzana")
- 1973 - Scorpio
- 1973 - Executive Action ("Assassinato de um Presidente")
- 1974 - The Midnight Man ("O Homem da Meia-Noite")
- 1974 - Conversation Piece ("Violência e Paixão")
- 1976 - Buffalo Bill and the Indians, or Sitting Bull's History Lesson ("West Selvagem")
- 1976 - 1900
- 1976 - The Cassandra Crossing ("A Travessia de Cassandra")
- 1977 - Exploring the Unknown - (documentário) (narrador)
- 1977 - Twilight's Last Gleaming ("O Último Brilho do Crepúsculo")
- 1977 - The Island of Dr. Moreau ("A Ilha do Dr. Moreau")
- 1978 - The Unknown War - (documentário) (narrador)
- 1978 - Go Tell the Spartans ("Inferno Sem Saída")
- 1979 - Zulu Dawn ("Alvorada Sangrenta")
- 1980 - Atlantic City ("Atlantic City")
- 1981 - Cattle Annie and Little Britches ("Annie e os Bandidos")
- 1981 - La Pelle ("A Pele")
- 1983 - Local Hero ("Momento Inesquecível")
- 1983 - The Osterman Weekend ("O Casal Osterman")
- 1985 - Little Treasure ("Pequeno Tesouro")
- 1986 - Tough Guys ("Os Últimos Durões")
- 1986 - On Wings of Eagles ("O Voo da Águia") (televisão)
- 1987 - Mind Control
- 1988 - The Jeweller's Shop
- 1988 - Rocket Gibraltar ("O Rochedo de Gilbratar")
- 1989 - Field of Dreams ("Campo dos Sonhos")
- 1989 - Benny Carter: Symphony in Riffs - (documentário) (narrador)
- 1990 - The Phantom of the Opera ("O Fantasma da Ópera")
- 1991 - Separate But Equal - ("Separados, Mas Iguais") - (TV)

## Premiações
- Indicação ao Oscar de melhor ator (Montgomery Clift foi indicado ao Oscar de melhor ator pelo mesmo filme) em From Here to Eternity ("A Um Passo da Eternidade"), em 1953.
- Oscar de melhor ator em Elmer Gantry ("Entre Deus e o Pecado"), em 1960.
- Indicação ao Oscar de melhor ator em The Birdman of Alcatraz ("O Homem de Alcatraz"), em 1962.
- Indicação ao Oscar de melhor ator em Atlantic City ("Atlantic City"), em 1981.